# Lhok Mon Puteh
Lhok Mon Puteh is een bestuurslaag in het regentschap Lhokseumawe van de provincie Atjeh, Indonesië. Lhok Mon Puteh telt 799 inwoners (volkstelling 2010).